# Onorato II di Monaco
Onorato II di Monaco (Monaco, 24 dicembre 1597 – Monaco, 10 gennaio 1662), già Signore di Monaco, divenne il primo Principe sovrano di Monaco.

## Biografia

### Infanzia

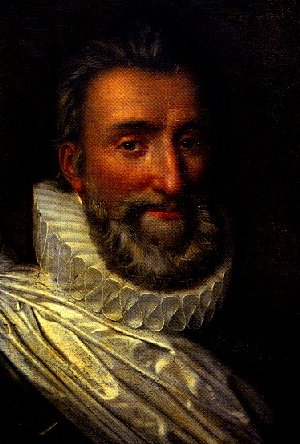
Ercole di Monaco

Egli era figlio di Ercole di Monaco e di Maria Landi.

### Signore di Monaco

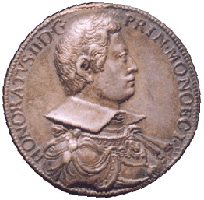
Onorato, signore di Monaco su di una medaglia

A neppure sette anni succedette al padre, sotto la reggenza dello zio, Federico II Landi di Bardi (nella valle del Ceno), Principe della Val di Taro fino al 1616. Il Landi era un leale alleato e amico della Spagna perciò permise l'occupazione di Monaco da parte delle truppe iberiche nel 1605. Agli abitanti di Monaco fu proibito di portare armi per le strade e Onorato II e le sue sorelle vennero trasferiti a Milano, all'epoca sotto il dominio della Spagna. Il Consiglio di Stato di Monaco tentò di limitare il potere spagnolo, ma l'occupazione perdurò sino al 1614, e una forte presenza spagnola rimase sino al 1633, quando Onorato venne finalmente riconosciuto Principe sovrano di Monaco.

### Principe di Monaco

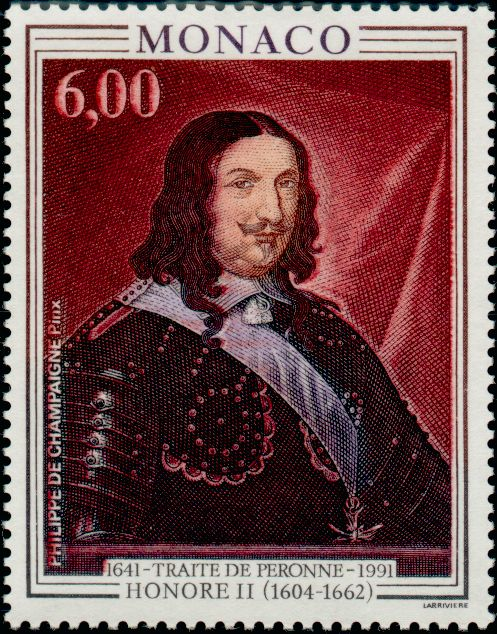
Il principe Onorato II di Monaco in un francobollo

Una volta adulto Onorato iniziò a criticare l'influenza della Spagna e si rivolse piuttosto al supporto francese. Luigi XIII gli accordò questa protezione che portò alla sottoscrizione il 14 settembre 1641 del Trattato di Péronne. Questo fece terminare dal 1642 l'influenza spagnola e pose Monaco sotto il diretto protettorato francese, riconoscendo e garantendo la sovranità del principato monegasco.
Di conseguenza Onorato perse i propri possedimenti in Spagna e in Italia, ma venne ricompensato dal re Luigi XIII con il marchesato di Baux (anche se questo titolo verrà concesso effettivamente solo al pronipote Antonio I) e soprattutto con il ducato del Valentinois.

### Matrimonio
Il 13 febbraio 1616 sposò Ippolita Trivulzio, figlia del nobile Carlo Emanuele Teodoro Trivulzio (Teodoro VIII) e di Caterina Gonzaga, dei Gonzaga di Castel Goffredo, da cui ebbe un figlio, Ercole.

### Morte

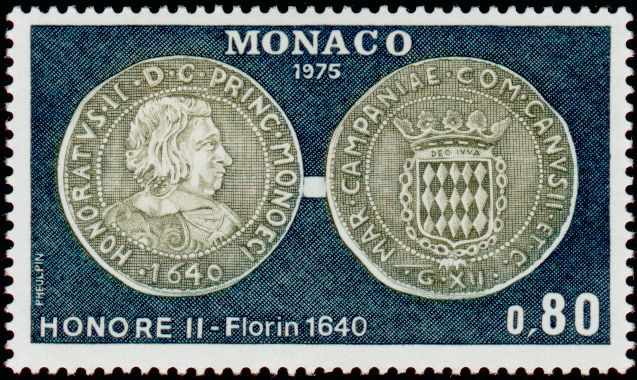
Una moneta di Onorato II Grimaldi

Alla sua morte, Onorato venne sepolto nella Chiesa di San Nicola (l'antica parrocchiale che sorgeva nel medesimo luogo dell'attuale Cattedrale dell'Immacolata) a Monaco. Durante il proprio regno si prodigò per estendere, ricostruire e trasformare l'antica fortezza genovese nell'attuale Palazzo Grimaldi di Monaco.

## Discendenza
Onorato II e Ippolita Trivulzio ebbero un solo figlio:
- Ercole (1623 - 2 agosto 1651); sposò il 4 luglio 1641 Aurelia Spinola (m. 29 settembre 1670), il quale ebbe i seguenti eredi:
  - Luigi (25 luglio 1642-3 gennaio 1701)
  - Maria Ippolita (8 maggio 1644-8 ottobre 1694)
  - Giovanna Maria (n. 4 giugno 1645)
  - Teresa Maria  (4 settembre 1648-20 luglio 1723)

Dopo che Ercole venne ucciso in battaglia, suo figlio Luigi, di soli 9 anni, divenne l'erede di Onorato II.

## Ascendenza
|                            |                |                             | Genitori                     |  |  | Nonni |  |  | Bisnonni            |  |  | Trisnonni         |  |
|                            |                |                             |                              |  |  |       |  |  | Luciano I di Monaco |  |  | Lamberto Grimaldi |  |
|                            |                |                             |                              |  |  |       |  |  | Luciano I di Monaco |  |  | Lamberto Grimaldi |  |
|                            |                | Claudina di Monaco          |                              |  |  |       |  |  | Luciano I di Monaco |  |  |                   |  |
| Onorato I di Monaco        |                |                             |                              |  |  |       |  |  | Luciano I di Monaco |  |  |                   |  |
|                            |                | Jeanne de Pontevès-Cabanes  | Tanneguy de Pontevès-Cabanes |  |  |       |  |  |                     |  |  |                   |  |
|                            |                | Jeanne de Pontevès-Cabanes  | Tanneguy de Pontevès-Cabanes |  |  |       |  |  |                     |  |  |                   |  |
|                            |                | Jeanne de Pontevès-Cabanes  | Jeanne de Villeneuve         |  |  |       |  |  |                     |  |  |                   |  |
| Ercole di Monaco           |                | Jeanne de Pontevès-Cabanes  |                              |  |  |       |  |  |                     |  |  |                   |  |
|                            |                | Giovanni Battista Grimaldi  | Giorgio Grimaldi             |  |  |       |  |  |                     |  |  |                   |  |
|                            |                | Giovanni Battista Grimaldi  | Giorgio Grimaldi             |  |  |       |  |  |                     |  |  |                   |  |
|                            |                | Giovanni Battista Grimaldi  | Isabella Fieschi             |  |  |       |  |  |                     |  |  |                   |  |
| Isabella Grimaldi          |                | Giovanni Battista Grimaldi  |                              |  |  |       |  |  |                     |  |  |                   |  |
|                            |                | Maddalena Pallavicini       | Agostino Pallavicini         |  |  |       |  |  |                     |  |  |                   |  |
|                            |                | Maddalena Pallavicini       | Agostino Pallavicini         |  |  |       |  |  |                     |  |  |                   |  |
|                            |                | Maddalena Pallavicini       | …                            |  |  |       |  |  |                     |  |  |                   |  |
| Onorato II di Monaco       |                | Maddalena Pallavicini       |                              |  |  |       |  |  |                     |  |  |                   |  |
|                            | Agostino Landi | Marco Antonio Landi         |                              |  |  |       |  |  |                     |  |  |                   |  |
|                            | Agostino Landi | Marco Antonio Landi         |                              |  |  |       |  |  |                     |  |  |                   |  |
|                            | Agostino Landi | Costanza Fregoso            |                              |  |  |       |  |  |                     |  |  |                   |  |
| Claudio Landi              | Agostino Landi |                             |                              |  |  |       |  |  |                     |  |  |                   |  |
|                            |                | Giulia Landi                | Manfredo Landi               |  |  |       |  |  |                     |  |  |                   |  |
|                            |                | Giulia Landi                | Manfredo Landi               |  |  |       |  |  |                     |  |  |                   |  |
|                            |                | Giulia Landi                | Caterina Visconti Borromeo   |  |  |       |  |  |                     |  |  |                   |  |
| Maria Landi                |                | Giulia Landi                |                              |  |  |       |  |  |                     |  |  |                   |  |
|                            |                | Alvaro Fernandez de Cordova | Diego Fernandez de Cordova   |  |  |       |  |  |                     |  |  |                   |  |
|                            |                | Alvaro Fernandez de Cordova | Diego Fernandez de Cordova   |  |  |       |  |  |                     |  |  |                   |  |
|                            |                | Alvaro Fernandez de Cordova | Francisca de Zuniga          |  |  |       |  |  |                     |  |  |                   |  |
| Juana Fernandez de Cordova |                | Alvaro Fernandez de Cordova |                              |  |  |       |  |  |                     |  |  |                   |  |
|                            |                | Maria Manoel                | Nuno Manoel                  |  |  |       |  |  |                     |  |  |                   |  |
|                            |                | Maria Manoel                | Nuno Manoel                  |  |  |       |  |  |                     |  |  |                   |  |
|                            |                | Maria Manoel                | Leonor de Mila y Aragon      |  |  |       |  |  |                     |  |  |                   |  |
|                            |                | Maria Manoel                |                              |  |  |       |  |  |                     |  |  |                   |  |

## Titoli e trattamento
- 1597 - 1604: Onorato Grimaldi
- 1604 - 1612: Il Signore di Monaco
- 1612 - 1664: Sua Altezza Serenissima, il Principe di Monaco

### Appellativo
L'appellativo ufficiale del sovrano fu:
Onorato Secondo, Principe di Monaco, Duca di Valentinois, Marchese di Baux, Conte di Carladès, Barone di Calvinet e del Buis, Signore di Saint-Rémy.